# Институт иудейских исследований (Варшава)

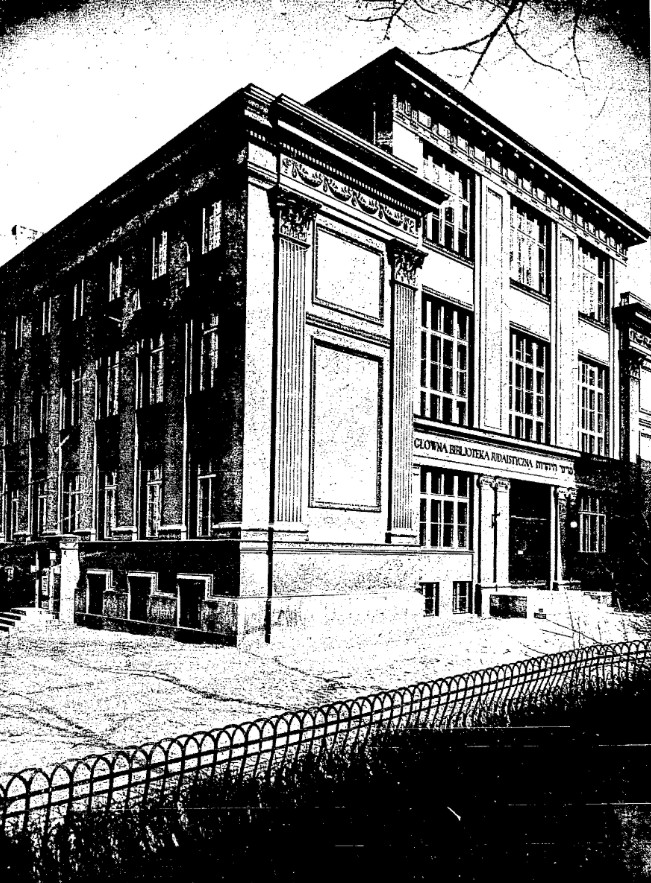
Здание Центральной иудейской библиотеки, в котором размещался Институт иудейских исследований, Варшава, Польша

Институт иудейских исследований (пол. Instytut Nauk Judaistycznych) — несуществующий сегодня образовательный и научный институт иудаики, действовавший в Варшаве с 1928 года. Институт иудейских исследований в Варшаве был вторым после YIVO еврейским образовательно-научным учреждением до начала Второй мировой войны. Прекратил свою деятельность в 1939 году.

## История
Инициатором создания Института иудейских исследований был варшавский раввин Самуэль Познанский, который решил создать научно-исследовательский центр с образовательным направлением. Смерть основателя в 1921 году замедлила формирование нового еврейского института. В 1925 году работы по основанию института продолжили раввины Маркус Брауде, Осия Тхон и еврейский историк Мойше Шор. Они создали "Общество по распространению иудейских знаний", целью которого стало дальнейшее формирование Института иудейских исследований.
19 февраля 1928 года был открыт Институт иудейских исследований. Он состоял из двух отделений: факультета раввинистических учений и факультета общественно-исторических наук. Для обучения в институте требовалось среднее образование. Существовали также вольные слушатели, могшие учиться без среднего образования. Обучавшиеся в институте могли одновременно учиться в Варшавском университете.
Первое время институт проводил лекции в арендованных помещениях. В 1936 году институт разместился в здании Центральной иудейской библиотеке. В первый год деятельности в институте обучались 13 постоянных студентов и 16 вольных слушателей. В дальнейшие годы институт насчитывал до 100 студентов.
С 1936 года в институте действовали следующие отделения:
- факультет Библии и еврейской грамматики, которым руководил Мойше Шор;
- факультет Талмуда и талмудических кодексов;
- факультет истории евреев в Польше;
- факультет эллинистического периода и мидраша;
- факультет гомилетики.

Научные исследования, проводимые профессорами института, были собраны и опубликованы в десятитомном издании «Pisma Instytutu Nauk Judaistycznych».
Осенью 1939 года после оккупации Польши нацистской Германией институт прекратил своё существование.

## Источник
- Zofia Borzymińska, Rafał Żebrowski: Polski słownik judaistyczny. Dzieje, kultura, religia, ludzie. T. 1. Warszawa: Prószyński i S-ka, 2003, s. 632—633. ISBN 83-7255-12-6-X.